# Drew League

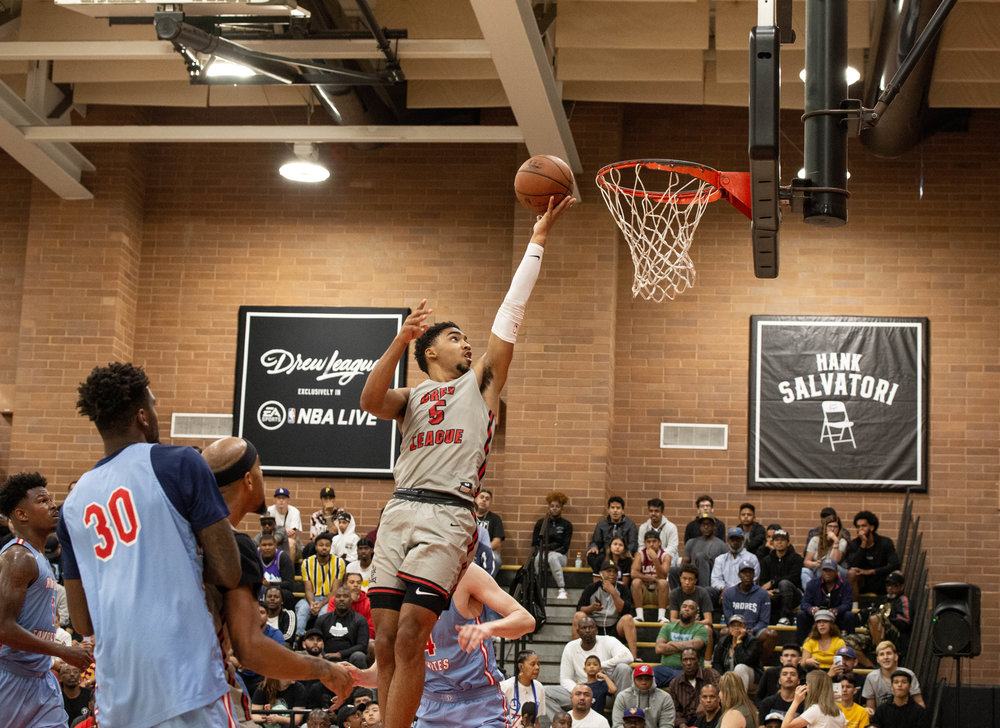
Kenyon Martin Jr. colocando el balón en un juego de la Drew League de 2019.

La Drew League es un torneo de baloncesto entre profesionales y amateurs celebrado cada verano en Los Ángeles, California. Establecida en 1973, la liga ha ganado popularidad a lo largo de los años, con jugadores de la NBA participando regularmente en estos juegos.

## Historia
La Liga Drew fue fundada en 1973 por Alvin Wills, quien trabajaba en la escuela secundaria Charles R. Drew  contando al inicio con 6 equipos. La liga ganó popularidad durante la década de los 80, con un número creciente de equipos (10 en 1985, 14 en 1988) y varias escuelas secundarias de alto perfil, universidades,  y jugadores profesionales participando en los juegos. En 1987, Casper Ware Sr. anotó 47 puntos en el juego de campeonato de la Drew League. En 1990, Easy Ed Reed estableció el récord histórico de puntos anotados en un solo juego con 64. En 1992 durante los disturbios de Los Ángeles, los organizadores de la Drew League decidieron mantener abierta la liga, ofreciendo apoyo a la comunidad del centro sur de Los Ángeles.
Durante el cierre patronal de la NBA de 2011, la Drew League  aumento su popularidad debido al creciente número de jugadores de la NBA participando en busca de un lugar para competir durante el verano. La asistencia se elevó a 800 por partido. A lo largo de los años, jugadores de varios países como China, Francia, Alemania, Italia, Japón y España participaron en la Drew League. En 2012, ante aumento de asistentes, la Drew League se mudó del gimnasio Leon H. Washington Park a la escuela secundaria King/Drew Magnet. En 2013, Nike comenzó a patrocinar la liga. En 2016, la asistencia media fue de 1.100. En 2017, la Drew League apareció en el videojuego de baloncesto NBA Live 18. Desde su fundación, más de 20.000 jugadores han participado en la liga. A partir de 2019, 24 equipos compiten en la Liga Drew, siendo 28 el mayor número de equipos participantes en temporadas anteriores.
La temporada 2020 fue cancelada debido a la pandemia de COVID-19.

## Comisionados
- 1973-1982: Alvin Willis
- 1983-presente: Oris "Dino" Smiley[4]

## Sedes
- 1973–2005: Escuela secundaria Charles R. Drew, Compton Avenue, Florence-Graham
- 2006-2011: col. Parque Leon H. Washington, avenida Maie, Florence-Graham
- 2012-presente: Escuela secundaria King / Drew Magnet, East 120th Street, Willowbrook[14]

## Jugadores Famosos

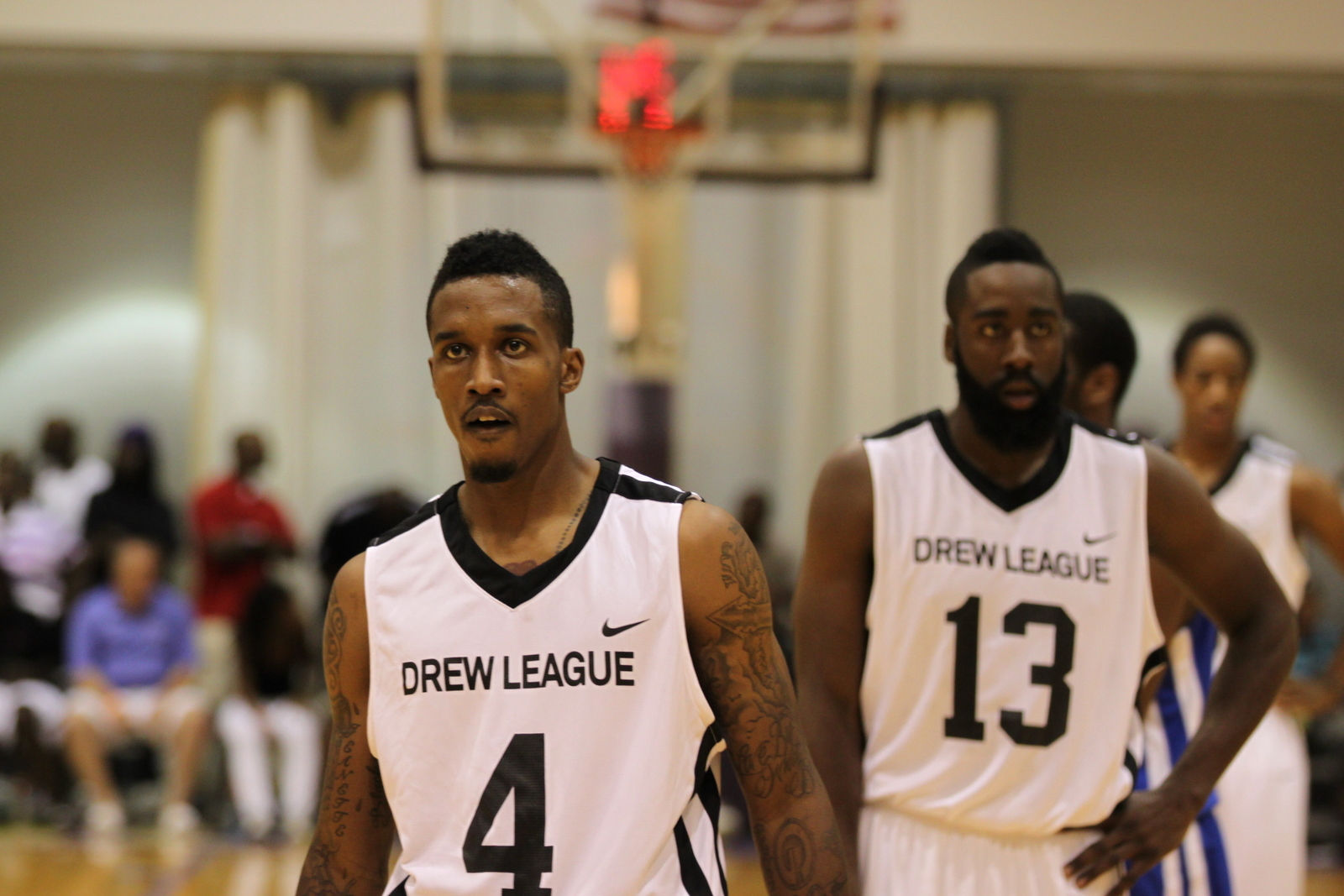
James Harden y Brandon Jennings, dos de los jugadores de la NBA que participaron en la Drew League, durante un partido de 2011 contra un equipo de la Goodman League.

- Greg Anthony[15]
- Trevor Ariza[7]
- Marvin Bagley III[5]
- Michael Beasley[9]
- Steve Blake[9]
- Bobby Brown[16]
- LaMelo Ball[17]
- Jordan Bell[18]
- Shannon Brown[9]
- Kobe Bryant[6]
- Jordan Clarkson[19]
- Lester Conner[20]
- Michael Cooper[8]
- DeMarcus Cousins[21]
- Baron Davis[3]
- Glen Davis[19]
- Austin Daye[22]
- DeMar DeRozan[7]
- Andre Drummond[20]
- Kevin Durant[3]
- David Fizdale[21]
- The Game[23]
- Rudy Gay[21]
- Paul George[3]
- Taj Gibson[24]
- Tim Hardaway Jr.[18]
- James Harden[7]
- Montrezl Harrell[25]
- Jason Hart[7]
- LeBron James[7]
- Brandon Jennings[9]
- Pooh Jeter[9]
- Stanley Johnson[20]
- Kyle Kuzma[26]
- Ty Lawson[21]
- Matt Leinart[27]
- Raymond Lewis[28]
- Tyronn Lue[21]
- Kenyon Martin Jr.[29]
- JaVale McGee[6]
- De'Anthony Melton[18]
- Andre Miller[30]
- Cuttino Mobley[31]
- Shareef O'Neal[32]
- Chris Paul[33]
- Paul Pierce[3]
- Kevin Porter Jr.[34]
- Taurean Prince[26]
- Julius Randle[8]
- Nate Robinson[35]
- Terrence Ross[6]
- Byron Scott[3]
- Franklin Session[36]
- Craig Smith[21]
- J. R. Smith[3]
- Dane Suttle[16]
- Isaiah Thomas[37]
- Klay Thompson[20]
- P. J. Tucker[38]
- Denzel Valentine[39]
- John Wall[3]
- Casper Ware Jr.[16]
- Casper Ware Sr.[3]
- Earl Watson[21]
- John "Hot Plate" Williams[16]
- Marcus Williams[40]
- Metta World Peace[8]
- Delon Wright[18]
- Dorell Wright[18]
- Nick Young[6]
- Trae Young[25]